# Eulalia mackinlayi
Eulalia mackinlayi är en gräsart som först beskrevs av Ferdinand von Mueller och George Bentham, och fick sitt nu gällande namn av Carl Ernst Otto Kuntze. Eulalia mackinlayi ingår i släktet Eulalia och familjen gräs. Inga underarter finns listade i Catalogue of Life.